# Christian Jones

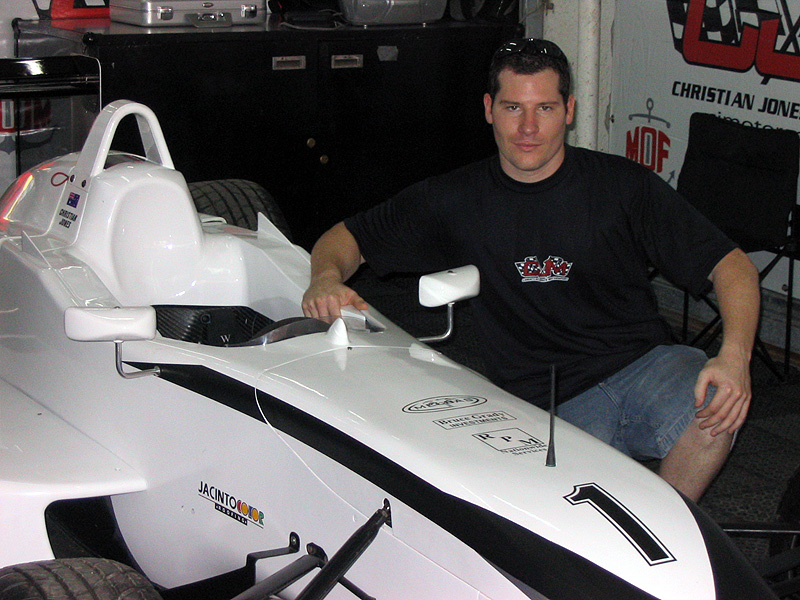
Jones in 2005

Christian Jones (27 september 1979) is een Australisch autocoureur en de geadopteerde zoon van Formule 1-kampioen in 1980 Alan Jones.

## Loopbaan
- 1996: Australische Formule Ford Kampioenschap, team Van Diemen
- 1997: Australische Formule Ford Kampioenschap, team Spectrum.
- 1998: Australische Formule Ford Kampioenschap, team Spectrum (2e in kampioenschap).
- 1998: Formule Palmer Audi Winter Series, team Van Diemen.
- 2000: Australische Naties Cup Kampioenschap, team Ross Palmer Motorsport.
- 2002: Australische Formule 3-kampioenschap, team Christian Jones Motorsport.
- 2003: Australische Formule 3-kampioenschap, team Christian Jones Motorsport.
- 2004: Aziatische Formule 3-kampioenschap, team Christian Jones Motorsport (kampioen).
- 2005: Aziatische Formule 3-kampioenschap, team Christian Jones Motorsport.
- 2005-06: A1GP, team A1 Team Australië (4 races).
- 2007: Porsche Carrera Cup Azië, team SCC Racing Team (3e in kampioenschap).
- 2008: Australische Carrera Cup Kampioenschap, team Greg Murphy Racing (3 races).

## A1GP resultaten
| Jaar    | Inschrijving      | 1       | 2       | 3          | 4          | 5       | 6       | 7       | 8       | 9       | 10      | 11      | 12      | 13      | 14      | 15      | 16      | 17         | 18         | 19      | 20      | 21      | 22      | Rang | Punten |
| ------- | ----------------- | ------- | ------- | ---------- | ---------- | ------- | ------- | ------- | ------- | ------- | ------- | ------- | ------- | ------- | ------- | ------- | ------- | ---------- | ---------- | ------- | ------- | ------- | ------- | ---- | ------ |
| 2005-06 | A1 Team Australië | GBR SPR | GBR FEA | GER SPR 15 | GER FEA 14 | POR SPR | POR FEA | AUS SPR | AUS FEA | MAL SPR | MAL FEA | UAE SPR | UAE FEA | RSA SPR | RSA FEA | IND SPR | IND FEA | MEX SPR 16 | MEX FEA NF | USA SPR | USA FEA | CHN SPR | CHN FEA | 13   | 51     |